# 11752 Masatakesagai
11752 Masatakesagai è un asteroide della fascia principale. Scoperto nel 1999, presenta un'orbita caratterizzata da un semiasse maggiore pari a 2,5850394 au e da un'eccentricità di 0,1651571, inclinata di 14,39983° rispetto all'eclittica.
L'asteroide è dedicato all'astronomo amatoriale giapponese Masatake Sagai.